# Franz Felbringer
Franz Felbringer (* 3. September 1903 in Kematen an der Krems; † 15. März 1971 in Neuhofen an der Krems) war ein österreichischer Landwirt und Politiker (SPÖ). Von 1955 bis 1967 war er Abgeordneter zum Oberösterreichischen Landtag.

## Leben
Franz Felbringer war Funktionär im Arbeiterbauernbund und von 1955 bis 1961 Bürgermeister von Piberbach. 1955 wurde er in den Oberösterreichischen Landtag gewählt, dem er bis 1967 angehörte.

## Auszeichnungen
- Berufstitel Ökonomierat